# 大谷進一郎
大谷　進一郎（おおたに　しんいちろう、1979年〈昭和54年〉6月 - ）は、日本の陸上自衛官。和歌山県出身。

## 略歴
- 2002年（平成14年）3月：防衛大学校卒業（第46期）ラグビー部
- 2021年（令和3年）7月：1等陸佐に昇任
- 2022年（令和4年）3月：富士学校機甲科部教育課戦術班長
- 2023年（令和5年）8月：陸上自衛隊関東補給処装備計画部企画課長
- 2025年（令和7年）3月：第3即応機動連隊長兼名寄駐屯地司令